# Cordillera Isabelia

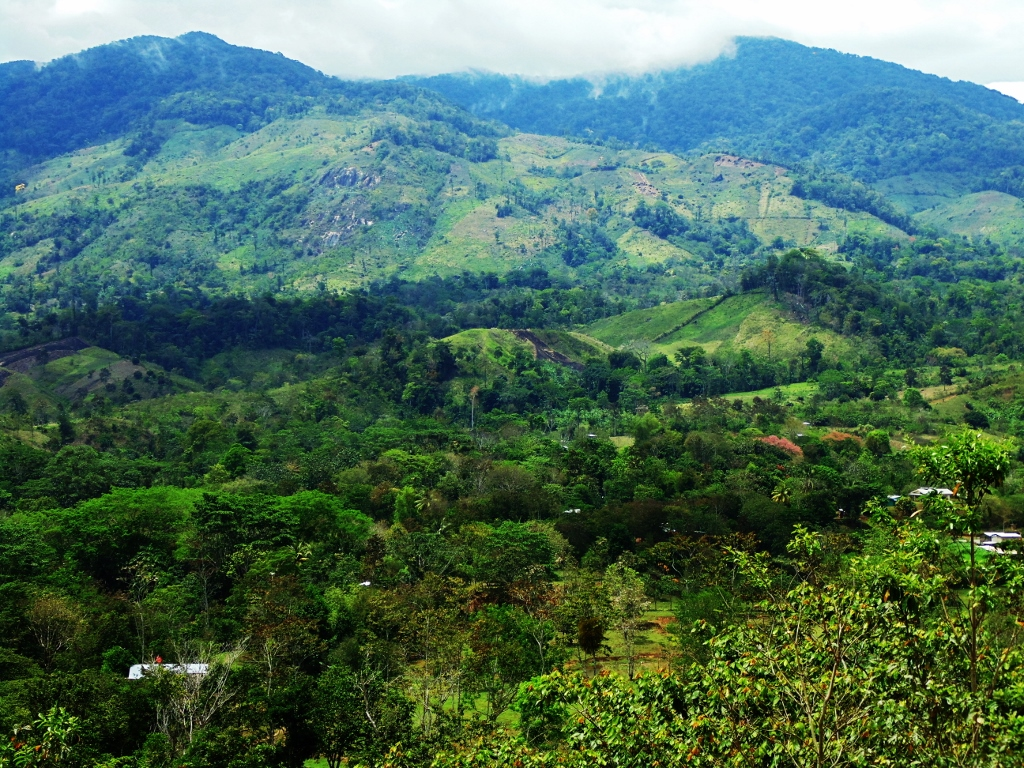
Cordillera Isabelia

Cordillera Isabelia Jinotega (departament) - pasmo górskie położone w Ameryce Środkowej rozciągające się na terenie środkowej Nikaragui do granicy z Hondurasem. Cordillera Isabelia jest zarazem najwyższym pasmem górskim Nikaragui, ze szczytem Mogotón, osiągającym wysokość 2438 m n.p.m. Wiele obszarów gór Cordillera Isabelia jest intensywnie zalesiona wraz z głębokimi dolinami pomiędzy nimi.